# Elm (langage)
Pour les articles homonymes, voir Elm.
Elm est un langage de programmation fonctionnel qui permet de créer des interfaces graphiques pour le web. Il compile le code en JavaScript.

## Historique
Elm a été créé par Evan Czaplicki en 2012. La première version d'Elm vient avec quelques exemples et un éditeur en ligne, pour tester le langage. Evan Czaplicki rejoint Prezi en 2013 pour travailler sur Elm, et en 2016, il lance la fondation Elm Software Foundation.
L'implémentation initiale d'Elm cible HTML, CSS et Javascript. Les outils se sont étendus avec désormais un REPL, un gestionnaire de paquets, un « débogueur dans le temps » ainsi qu'un installateur pour Windows et Mac.

## Caractéristiques
Elm possède peu de structures de langage mais celles-ci sont très expressives : if, let, case, fonctions anonymes et interpolation de listes,. Ses principales caractéristiques sont : les souscriptions, l'immutabilité, le typage statique et l'interopérabilité avec HTML, CSS et JavaScript.

### Souscriptions
La grande abstraction d'Elm est appelée « Sub ». Il s'agit d'un évènement qui déclenche une fonction :
```
import
 
Html
 
exposing
 
(
Html
)

import
 
Html.App
 
as
 
Html

import
 
Svg
 
exposing
 
(..)

import
 
Svg.Attributes
 
exposing
 
(..)

import
 
Time
 
exposing
 
(
Time
,
 
second
)

main 
=

  
Html
.
program

    
{
 
init
 
=
 
init

    
,
 
view
 
=
 
view

    
,
 
update
 
=
 
update

    
,
 
subscriptions
 
=
 
subscriptions

    
}

type
 
alias
 
Model
 
=
 
Time

init
 
:
 
(
Model
,
 
Cmd
 
Msg
)

init
 
=

  
(
0
,
 
Cmd
.
none
)

type
 
Msg

  
=
 
Tick
 
Time

update
 
:
 
Msg
 
->
 
Model
 
->
 
(
Model
,
 
Cmd
 
Msg
)

update
 
action
 
model
 
=

  
case
 
action
 
of

    
Tick
 
newTime
 
->

      
(
newTime
,
 
Cmd
.
none
)

subscriptions
 
:
 
Model
 
->
 
Sub
 
Msg

subscriptions
 
model
 
=

  
Time
.
every
 
second
 
Tick

view
 
:
 
Model
 
->
 
Html
 
Msg

view
 
model
 
=

  
let

    
angle
 
=

      
turns
 
(
Time
.
inMinutes
 
model
)

    
handX
 
=

      
toString
 
(
50
 
+
 
40
 
*
 
cos
 
angle
)

    
handY
 
=

      
toString
 
(
50
 
+
 
40
 
*
 
sin
 
angle
)

  
in

    
svg
 
[
 
viewBox
 
"0 0 100 100"
,
 
width
 
"300px"
 
]

      
[
 
circle
 
[
 
cx
 
"50"
,
 
cy
 
"50"
,
 
r
 
"45"
,
 
fill
 
"#0B79CE"
 
]
 
[]

      
,
 
line
 
[
 
x1
 
"50"
,
 
y1
 
"50"
,
 
x2
 
handX
,
 
y2
 
handY
,
 
stroke
 
"#023963"
 
]
 
[]

      
]

```

### Immutabilité
Toutes les valeurs d'Elm sont immutables, cela signifie qu'une valeur ne peut pas changer après avoir été créée.

### Typage statique
Elm est statiquement typé.

### Modules
Elm fonctionne avec des modules.

### Interopérabilité avec HTML, CSS et JavaScript
Elm utilise une abstraction nommée port pour communiquer avec JavaScript.

## Exemple de code
```
-- Commentaire sur une ligne

{- Ceci est un commentaire multiligne.

   Il peut continuer sur plusieurs lignes.

-}

{- Il est possible {- d'imbriquer -} les commentaires multilignes -}

-- Définition d'une valeur nommée « greeting ». Le type est inféré comme un « String ».

greeting
 
=

    
"Hello World!"

-- Il est préférable d'ajouter l'annotation des types pour les déclarations de haut-niveau.

hello
 
:
 
String

hello
 
=

    
"Hi there."

-- Les fonctions sont déclarées de la même façon, avec les arguments qui suivent le nom de la fonction.

add
 
x
 
y
 
=

    
x
 
+
 
y

-- Il est préférable d'annoter les types pour les fonctions aussi.

hypotenuse
 
:
 
Float
 
->
 
Float
 
->
 
Float

hypotenuse
 
a
 
b
 
=

    
sqrt
 
(
a
^
2
 
+
 
b
^
2
)

-- Le « if » est une expression : il retourne une valeur.

absoluteValue
 
:
 
Int
 
->
 
Int

absoluteValue
 
number
 
=

    
if
 
number
 
<
 
0
 
then
 
-
number
 
else
 
number

-- Les enregistrements sont utilisés pour grouper les valeurs avec des noms.

book
 
:
 
{
 
title
:
String
,
 
author
:
String
,
 
pages
:
Int
 
}

book
 
=

    
{
 
title
 
=
 
"Steppenwolf"

    
,
 
author
 
=
 
"Hesse"

    
,
 
pages
 
=
 
237
 

    
}

-- Il est possible de créer un nouveau type avec le mot-clé « type ».

-- Ce qui suit représente un arbre binaire.

type
 
Tree
 
a

    
=
 
Empty

    
|
 
Node
 
a
 
(
Tree
 
a
)
 
(
Tree
 
a
)

-- Il est possible d'inspecter ces types avec une expression « case ».

depth
 
:
 
Tree
 
a
 
->
 
Int

depth
 
tree
 
=

    
case
 
tree
 
of

      
Empty
 
->
 
0

      
Node
 
value
 
left
 
right
 
->

          
1
 
+
 
max
 
(
depth
 
left
)
 
(
depth
 
right
)

```